# Все включено 2: Галопом по Європам
«Все включено 2: Галопом по Європам» (швед. Sune på bilsemester) — сімейна кінокомедія 2013 про родину Андерссонів, яка вирушає в подорож по Європі. Їхня мета потрапити в селище, де мама з татом головного героя провели медовий місяць і де живе художник, який може зробити їх багатіями.

## У ролях
| Актор                    | Роль     |
| ------------------------ | -------- |
| Вілльям Рінгстрем        | Суне     |
| Морган Аллінг            | Рудольф  |
| Аня Лундквіст            | Карін    |
| Юліус Гіменес Гугосон    | Гокан    |
| Ганна Ельффорс Ельфстрем | Анна     |
| Ерік Юханссон            | Понтус   |
| Юлія Дуфвеніус           | Сабіна   |
| Феліне Андерссон         | Гедда    |
| Йоганнес Шеблом          | Бенйамін |
| Калле Вестердагл         | Рагнар   |
| Кайса Галлден            | Софі     |
| Фріда Галлгрен           | Івонн    |

## Створення фільму

### Виробництво

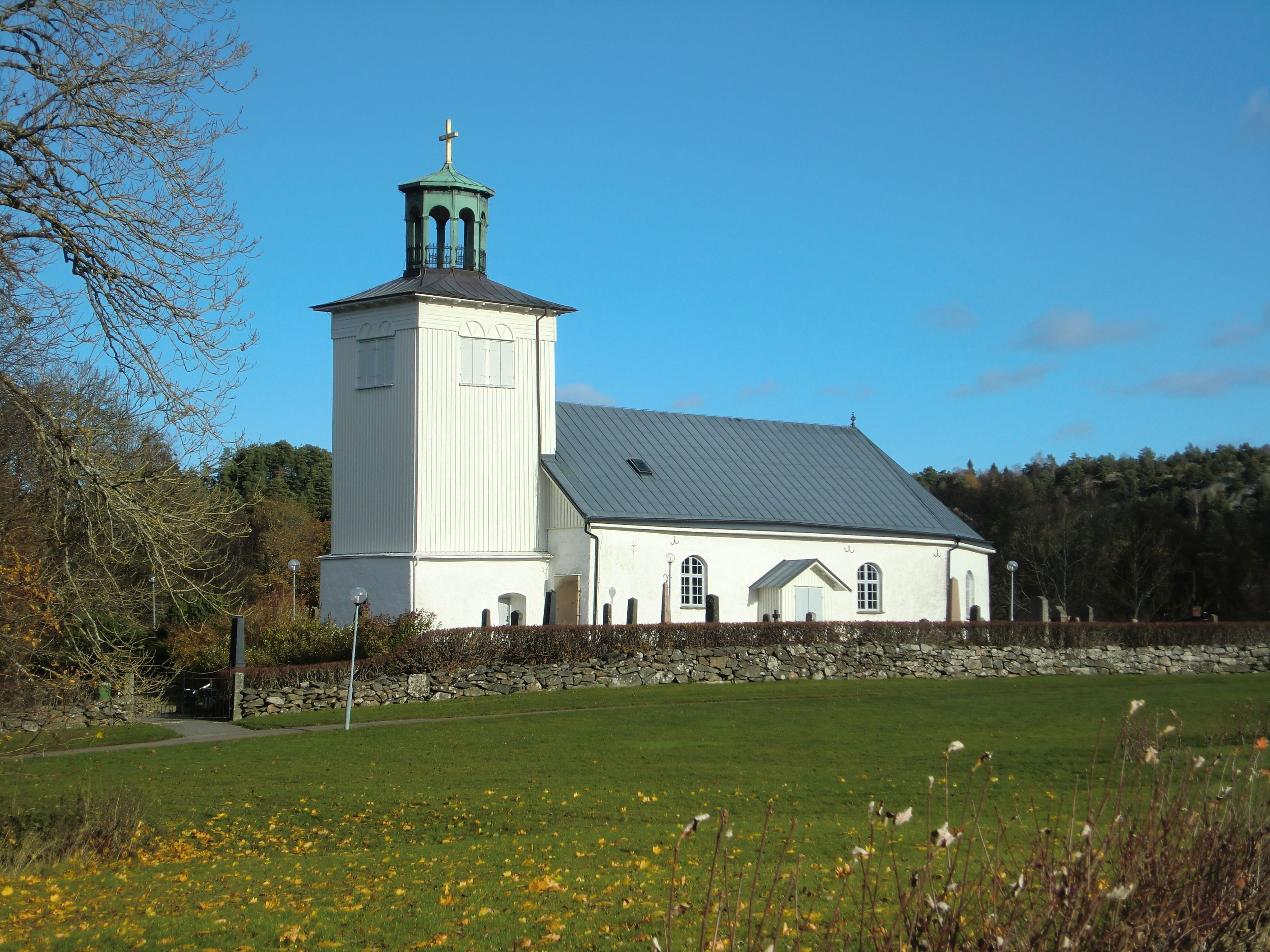
Церква, у якій проходили зйомки

Зйомки весілля на початку фільму були проведені в Вестерйотланді на початку липня 2013. Крім того зйомки проходили в Ганновері, Больцано, Бреннері, Магре-сулла-Страда-дель-Віно. Сцени подій у розважальному парку центральної Німеччини були зняті в Равенні.

### Знімальна група
- Кінорежисер — Ганнес Голм
- Сценарист — Ганнес Голм, Андерс Якобссон, Серен Олссон
- Кінопродюсер — Патрік Райборн
- Композитор — Адам Норден
- Кінооператор — Матс Аксбі
- Кіномонтаж — Фредерік Моргеден
- Художник-постановник — Піа Валлін
- Художник-декоратор — Луїз Дрейк
- Художник-костюмер — Анна Гагерт[3]

## Сприйняття
Рейтинг фільму на сайті Internet Movie Database — 3,6/10 (836 голосів).